# Sent Joan d'Aucàpias
Sent Joan d'Aucàpias (en francès Saint-Jean-d'Alcapiès) és un municipi francès situat al departament de l'Avairon i a la regió d'Occitània.

## Demografia
| 1962                                       | 1968 | 1975 | 1982 | 1990 | 1999 | 2006 |
| ------------------------------------------ | ---- | ---- | ---- | ---- | ---- | ---- |
| 137                                        | 139  | 118  | 110  | 133  | 163  | 242  |
| Des de 1962: població sense dobles comptes |      |      |      |      |      |      |

## Administració
| Període | Identitat    | Partit |
| ------- | ------------ | ------ |
| 1989-   | Jerôme Rouve |        |